# Victor Siminel

Generalul Victor Siminel.

Victor Siminel (n. 1897, satul Fundul Galbenei, Imperiul Rus – d. 1 noiembrie 1981, București) a fost un general român, care a îndeplinit funcția de director general al Serviciului Special de Informații din România în perioada 25 august – 20 septembrie 1944. 

## Biografie
Victor Siminel s-a născut în anul 1897 în localitatea Fundul Galbenei (gubernia Basarabia, Imperiul Rus), ca fiu al protopopului Andronic Siminel, provenit el însuși dintr-o familie de răzeși moldoveni împământeniți în 
Alcedarii Orheiului. A avut un frate, Vladimir, sublocotenent de husari, asasinat de bolșevici, în 1917, pe podul de peste Nistru (regiunea Rezina) și un văr, Petre Siminel, locotenent de artilerie, participant la istorica adunare a Sfatului Țării.  
Urmând dorința tatălui său, Victor se înscrie la studii, în anul 1914, la Seminarul Teologic din Chișinău. Însă, după izbucnirea revoluției bolșevice în anul 1917, este încorporat ca elev al Școlii de ofițeri din Kiev. În același an, este avansat la gradul de sublocotenent al armatei țariste și este repartizat în Regimentul 116 Infanterie, cu care pleacă pe frontul Kareliei. 
Este grav rănit pe front, fiind evacuat într-un spital de campanie. După refacere, este avansat la gradul de locotenent și decorat cu Ordinul „Sfânta Ana”, fiind trimis din nou pe front, unde este rănit pentru a doua oară. Este decorat cu Ordinul "Sfântul Stanislav". Ieșit din spital, el se înrolează în una din cele 16 cete de ostași moldoveni (care vor constitui nucleul viitoarei Armate Basarabene), înființate cu aprobarea generalului Șcerbacev, adjunctul comandantului suprem al armatei ruse. 
La data de 27 martie 1918, locotenentul Victor Siminel din Regimentul 1 Husari participă în Sfatul Țării, la Chișinău, unde avea să se hotărască Unirea Basarabiei cu România. După Unirea Basarabiei cu România, unitățile armatei basarabene și moldovenești sunt înglobate în Armata Română, Regimentul 1 Husari fiind contopit cu Regimentul 10 Călărași. 
Victor Siminel începe o carieră militară strălucită în Armata Română. Urmează studii militare înalte la Școala de Război din București (1928) și apoi la Școala Superioară de Război din Paris (1930). Este numit ca profesor de istorie militară la Școala de Război din București (1937-1939); șef de stat major al Diviziei 2 Cavalerie (1939-1941), șef de stat major al Corpului de Cavalerie, apoi comandant al Regimentului 4 Roșiori „Regina Maria”. Este avansat la gradul de general.
După cel de-al doilea război mondial, pentru o scurtă perioadă (25 august - 20 septembrie 1944), generalul Siminel îndeplinește funcția de director general al Serviciului Special de Informații. Apoi primește alte însărcinări importante: șef al delegației militare a Înaltului Comandament Român în Comisia de redactare a Armistițiului, șef al Comisiei militare române de legătură cu Comisia Aliată de Control. Din septembrie 1947 este consilier militar în Comisia Interministerială pentru executarea Tratatului de Pace, funcție pe care o deține până la trecerea sa în cadrul disponibil (1 ianuarie 1948). 
În decursul îndelungatei sale cariere militare, generalul Victor Siminel a fost distins cu 16 decorații militare românești și străine: Ordinul „Mihai Viteazul”, Coroana României; Steaua României; Legiunea de Onoare în grad de cavaler (Franța); Ordinele „Sfântul Stanislav” și Sfânta Ana” (Rusia), Crucea de Fier clasa I și clasa a II-a (Germania), Polonia Restituta, Leul Alb, Coroana Iugoslaviei ș.a. 
Generalul Siminel a fost trecut în rezervă la data de 1 ianuarie 1951, când avea doar 54 de ani. Câteva luni mai târziu este ridicat de la domiciliu și depus la Închisoarea Malmaison din București. I se anulează dreptul de pensie, îi sunt sechestrate bunurile mobile și imobile, iar soției sale, Lidia Siminel, fostă doamnă de onoare la Palatul Regal, i se impune domiciliu obligatoriu. 
Este purtat prin închisorile comuniste, fără a fi judecat. Abia după trei ani (în 1954) se emite mandatul de arestare și încep interogatoriile, dar și presiunile asupra familiei și rudelor apropiate. În procesul său, sunt audiați generalii Costin Ionașcu, Andra, Crețulescu, coloneii Ioan Lissievici, Runceanu, Borcescu, apoi istoricul Gheorghe Brătianu și Ioan Mocsony Stârcea. Deși era acuzat de încălcarea art. 193 din Codul Penal: „Crimă de intensă activitate împotriva clasei muncitoare în cadrul aparatului de represiune burghezo-moșieresc din SSI” (Serviciul Special de Informații), instanța dispune prin Sentința nr. 865, din 17 iulie 1956, achitarea sa. Vezi:
A fost eliberat din Penitenciarul Central Făgăraș la data de 25 iulie 1956, exact cu două zile înainte de a împlini 59 de ani, fiind pus în libertate în baza adresei nr. 910/1956 a M.A.I. Reîntors acasă, și-a găsit soția cu sănătatea zdruncinată. Neavând serviciu și nici pensie, este nevoit să-și vândă lucruri din casă pentru a putea trăi. Deoarece cunoștea patru limbi străine, el s-a ocupat cu traduceri de cărți. 
Generalul Victor Siminel a încetat din viață la 1 noiembrie 1981, rămășițele sale pământești fiind depuse la Cimitirul Ghencea Militar. În Muzeul familiei, pe o cămașă zdrențuită de vreme, pe care Victor Siminel a peticit-o în închisoare, au fost prinse decorațiile cu care a fost răsplătit pentru faptele sale de arme în cele două războaie mondiale.

## Decorații
- Ordinul „Coroana României” în gradul de Ofițer (8 iunie 1940)[2]